# Brevicornu griseolum
Brevicornu griseolum är en tvåvingeart som först beskrevs av Zetterstedt 1852.  Brevicornu griseolum ingår i släktet Brevicornu och familjen svampmyggor. Arten är reproducerande i Sverige. Inga underarter finns listade i Catalogue of Life.